# Lepus coreanus
A Lebre-coreana (Lepus coreanus) é um leporídeo encontrado na península da Coréia e no noroeste da China.